# Wald-Wegschnecke
Die Wald-Wegschnecke (Arion silvaticus) ist eine Nacktschnecke aus der Familie der Wegschnecken (Arionidae), die zur Unterordnung der Landlungenschnecken (Stylommatophora) gestellt wird.

## Beschreibung
Die Wald-Wegschnecke misst ausgestreckt in der Länge etwa 3 bis 4 cm. Der Rücken ist aschgrau bis graubraun gefärbt, häufig mit jeweils etwas dunkleren Flecken. Der Mantelschild ist häufig etwas heller, jedoch mit einem dunkleren zentralen Bereich. Außerdem ist der Rand des Mantelschildes meist dunkel begrenzt. Die seitlichen Binden sind ebenfalls dunkler als der Rücken und vor allem zur hellen Sohle scharf begrenzt. Auch die Fühler sind dunkelbraun. Der Schleim ist farblos. Die Jungtiere sind hell blaugrau mit einer hellen Rückenlinie. In Ruhe sitzen die Tiere oft flach ausgebreitet.

## Lebensweise, Vorkommen und Verbreitung
Die Art lebt überwiegend von abgefallenem Laub. Hauptlebensraum sind Laubwälder in Hügel- und Berglandschaften. Im Norden des Verbreitungsgebietes kommt die Art auch in Moor- und Heidewäldern vor. Die Wald-Wegschnecke ist über fast ganz Europa mit Ausnahme des Mediterrangebietes verbreitet. Im Südosten reicht das Verbreitungsgebiet bis Bulgarien, im Norden bis Nordnorwegen und die Südküste von Island. Die Art ist heute zumindest auch bereits nach Nordamerika verschleppt.

## Systematik
Die Eigenständigkeit der drei Arten Arion fasciatus (Nilsson, 1823) (Gelbstreifige Wegschnecke), Arion silvaticus Lohmander, 1937 (Wald-Wegschnecke) und Arion circumscriptus Johnston, 1828 (Graue Wegschnecke) wurde 2006 von Sofie Geenen und Mitautoren in Frage gestellt. Sie fanden weder in der Genitalanatomie noch bei den DNA-Untersuchungen konsistente Unterschiede für die drei Arten. Die Unterschiede in der Färbung führen sie auf die Etablierung von Farbvarianten durch längere Phasen von Selbstbefruchtung zurück. Sollten sich diese Ergebnisse bestätigen, wären Arion silvaticus (Lohmander, 1937) und Arion circumscriptus (Johnston, 1828) jüngere Synonyme von Arion fasciatus (Nilsson, 1823). Alle drei Arten werden in die von einigen Autoren nicht benutzte Untergattung Arion (Carinarion) (Hesse, 1926) gestellt.

## Unterschiede
Die nahe verwandte Gelbstreifige Wegschnecke (A. fasciatus) unterscheidet sich durch die gelbliche Grundfarbe von der Wald-Wegschnecke. Die Graue Wegschnecke weist dagegen mehr blaugraue Farbtöne auf.